# Uglič
Úglič (in russo У́глич?) è un'antica città della Russia situato nell'Oblast' di Jaroslavl', nella Russia europea. Fondata sulle sponde del fiume Volga, appartiene al cosiddetto Anello d'oro ed è capoluogo dell'Ugličskij rajon.

## Storia
Una leggenda locale data la fondazione precedentemente all'anno 937. La prima documentazione scritta al riguardo risale tuttavia al 1148, dove la stessa viene indicata come Ugliče Pole (Campo d'angolo). Si pensa che tale nome alluda alla vicinanza del centro abitato a un'ansa del Volga.

### Principato di Uglič
Dopo aver fatto parte del Principato di Vladimir-Suzdal', Uglič fu la capitale di una piccola entità statale dal 1218 al 1328, anno in cui fu incorporata nel Granducato di Mosca. Città di confine, fu distrutta numerose volte dalle invasioni dei Lituani, dei Tatari del Principato di Tver'.
Il granduca Ivan III di Russia diede Uglič in appannaggio al proprio fratello minore, Andrej Bol'šoj nel 1462. Durante il regno di quest'ultimo la città fu ingrandita e furono costruiti i primi edifici in pietra. Di particolare pregio furono la Cattedrale (ricostruita nel 1713), il Monastero dell'Intercessione (distrutto dai Bolscevichi) e il palazzo del principe in mattoni rossi (completato nel 1481 e ancora presente).
Durante il regno di Ivan il Terribile la città passò al suo unico fratello Jurij. Gli abitanti locali aiutarono lo Zar nella cattura di Kazan' costruendo una fortezza in legno che fu trasportata sul Volga alla volta della capitale del Khanato. Per tutto il 500 Uglič prosperò sia economicamente che politicamente, ma alla fine del secolo la sua fortuna iniziò a declinare.
Dopo la morte di Ivan, il suo figlio minore Dmitrj fu allontanato nel 1584 da Mosca per ordine del consigliere di corte Boris Godunov, che di fatto deteneva il potere a causa della malattia mentale dello zar Fëdor I, e costretto a risiedere a Uglič, sua città di appannaggio. L'evento più famoso della storia della città accadde il 15 maggio 1591 quando Dmitrij, all'epoca di soli otto anni, fu trovato morto, con la gola tagliata, nel giardino del Palazzo del Principe. I sospetti caddero immediatamente su Godunov, il quale fu tuttavia scagionato da un'inchiesta ufficiale che dichiarò la morte dell'erede al trono "accidentale". Simbolicamente un battacchio dalle campane della cattedrale che suonarono la notizia della morte dello zarevic fu staccato, ed "esiliato" in Siberia.
Poiché Dmitrij era l'ultimo discendente dell'antica dinastia Rurik, la sua morte fece precipitare la Russia in una crisi civile e dinastica nota come il Periodo dei torbidi. La popolazione, scontenta della politica di Gudonov e dei suoi discendenti, cominciò a dar credito alle voci che volevano che Dmitri fosse riuscito a scampare miracolosamente all'attentato ordito nei suoi confronti dai boiardi e appoggiò a più riprese numerosi Falsi Dmitrij (Falso Dmitrj I, Falso Dmitrj II, Falso Dimitri III) che cercarono di installarsi sul trono di Mosca. Durante il Periodo dei Torbidi i Polacchi assediarono i monasteri Alekseevskij e Uleima dando loro fuoco e uccidendo la popolazione di Uglič che vi era rifugiata per sfuggire al loro esercito.
Gli zar Romanov, una volta al potere, canonizzarono lo zarevic martire e trasformarono Uglič in un luogo di pellegrinaggio. Sul sito dove Dmitrj fu ucciso nel 1690 fu edificata la piccola chiesa di San Demetrio Sopra il Sangue, che appare all'orizzonte con le sue pareti rosse e la sua cupola blu a chi naviga il Volga diretto verso nord. Il palazzo dove il Principe visse per un breve periodo fu trasformato in un museo e l'immagine dello zarevic con un coltello in mano fu adottata come stemma cittadino.

## Monumenti architettonici

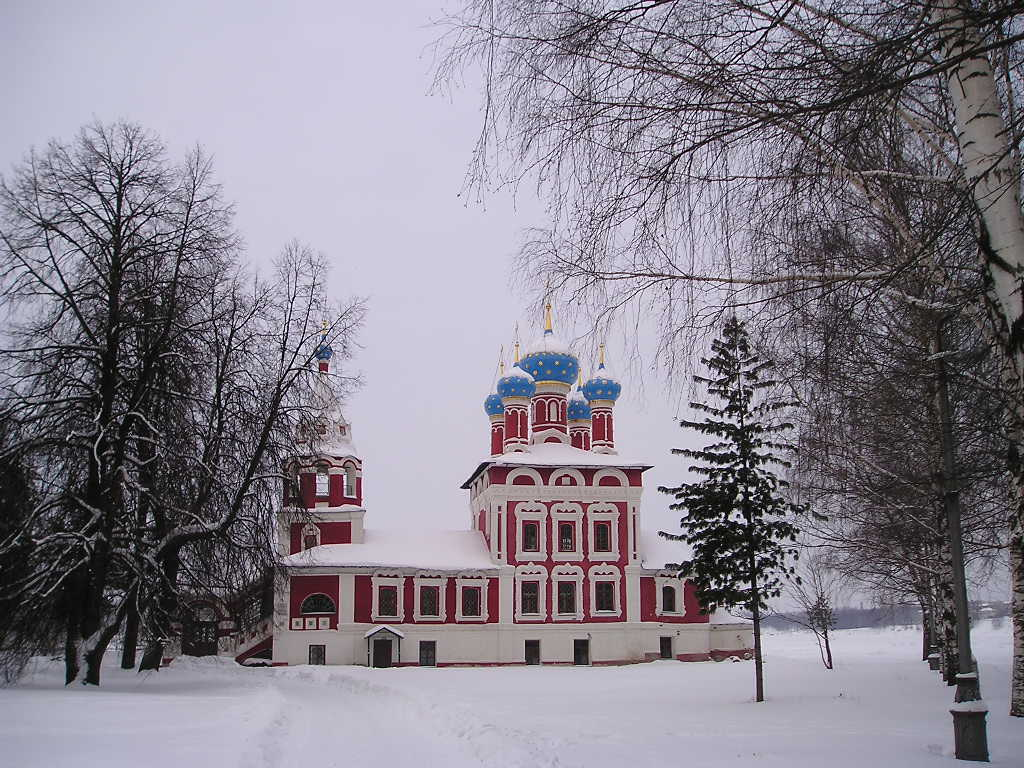
Chiesa di San Demetrio Sopra il Sangue

Nei primi anni del XVIII secolo la cattedrale del Cremlino e la sua torre campanaria fu demolita e ricostruita. Nello stesso secolo furono inoltre realizzate ex novo le chiese Smolenskaja, Korsunskaja, Kazanskaja e Bogojavlenskaja. L'edificio più importante costruito nel XIX secolo fu invece la poderosa cattedrale del Convento dell'Epifania, consacrata nel 1853.
La chiesa dell'Assunzione (1628) del monastero Alekseevskij è considerata una vera gemma dell'architettura medievale russa. "Meravigliosa", aggettivo che la gente comune attribuiva alla chiesa, è diventato parte del suo nome ufficiale. Vicino ad essa è posizionata la chiesa di San Giovanni Battista (1681).
Vicino alle rive del Volga è sito il monastero della Resurrezione con la sua grande cattedrale, il refettorio, la torre campanaria e la chiesa estiva. Tutti questi edifici, posti uno dietro l'altro, datano agli anni 1674-77. Sulla sponda opposta è presente la chiesa della Natività di San Giovanni Battista costruita nel 1689-90 da un mercante locale per commemorare il luogo dove il proprio figlio era annegato.
Altre antiche architetture sono presenti nelle immediate vicinanze della città, come il Monastero Uleima e la piccola chiesa di Divnogorie.

## Economia
La città moderna ha al proprio interno una famosa fabbrica di costruzione di orologi, ora chiusa, una stazione ferroviaria, fabbriche per la lavorazione del legno ed una stazione idroelettrica, che, costruita per volere di Stalin, fece affluire un notevole flusso migratorio dal territorio circostante.

## Società

### Evoluzione demografica
Fonte: mojgorod.ru
- 1897: 9.700
- 1926: 8.000
- 1939: 12.300
- 1959: 28.900
- 1970: 35.500
- 1989: 40.000
- 2002: 38.260
- 2006: 36.500

## Galleria d'immagini

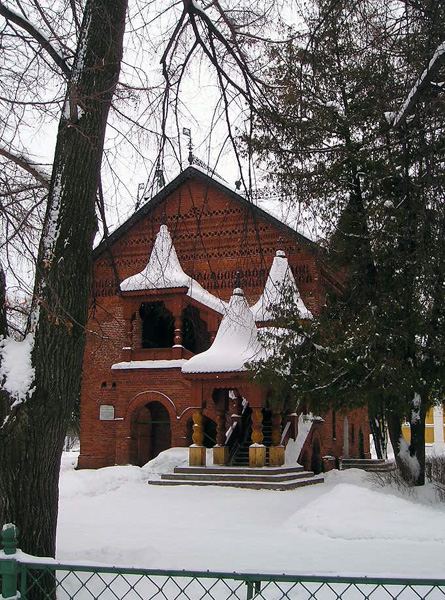
Palazzo del Principe
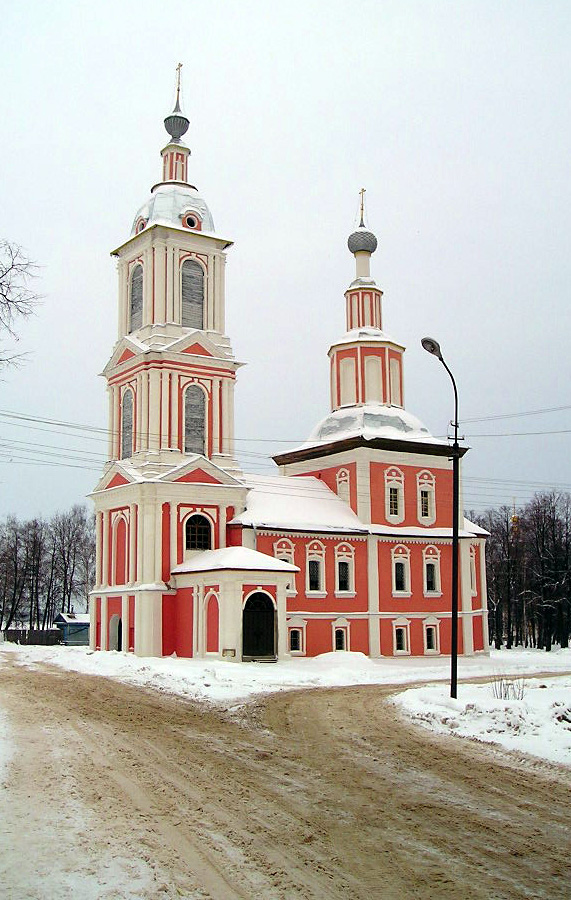
Chiesa della Madonna di Kazan'
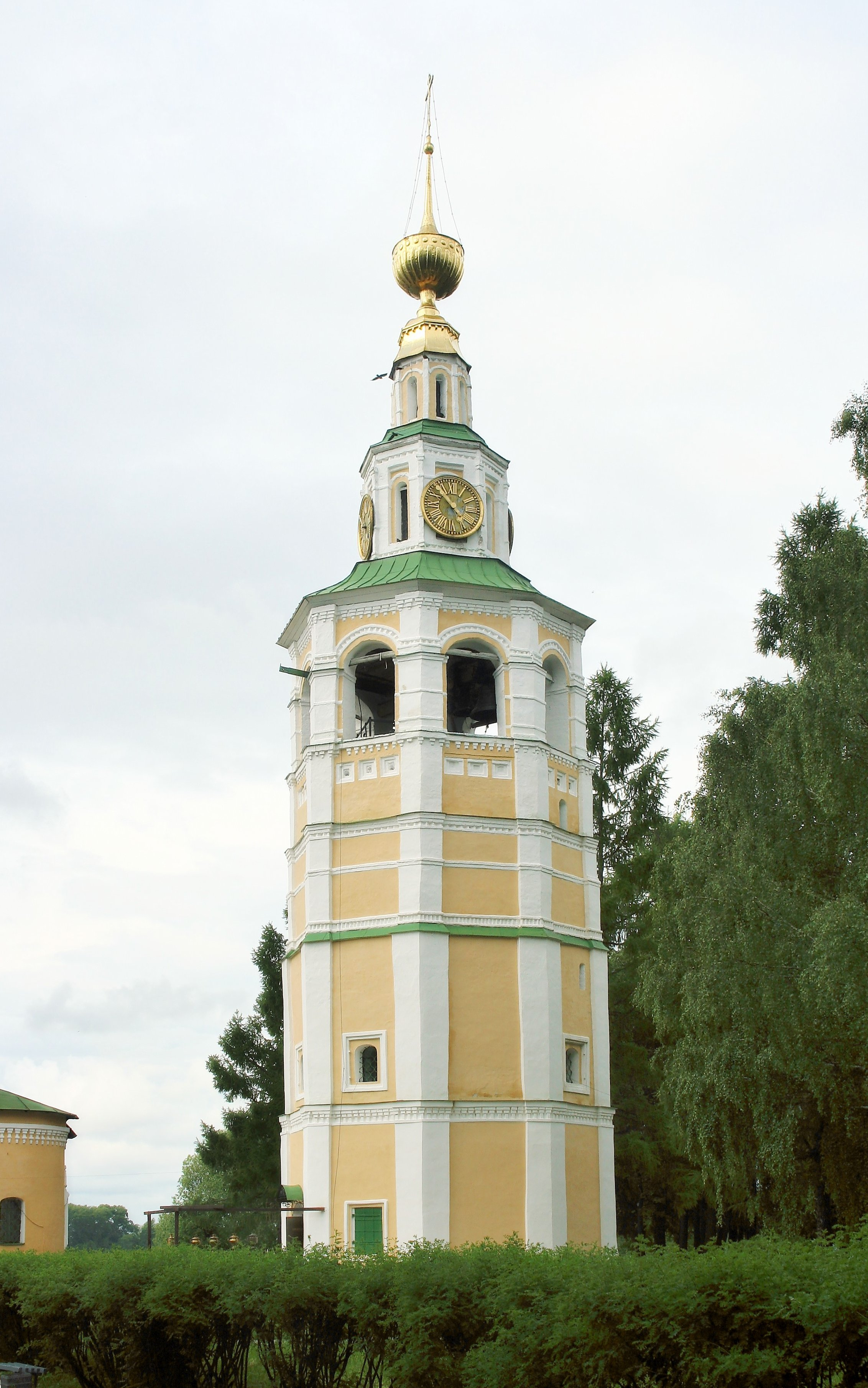
Torre campanaria della Cattedrale
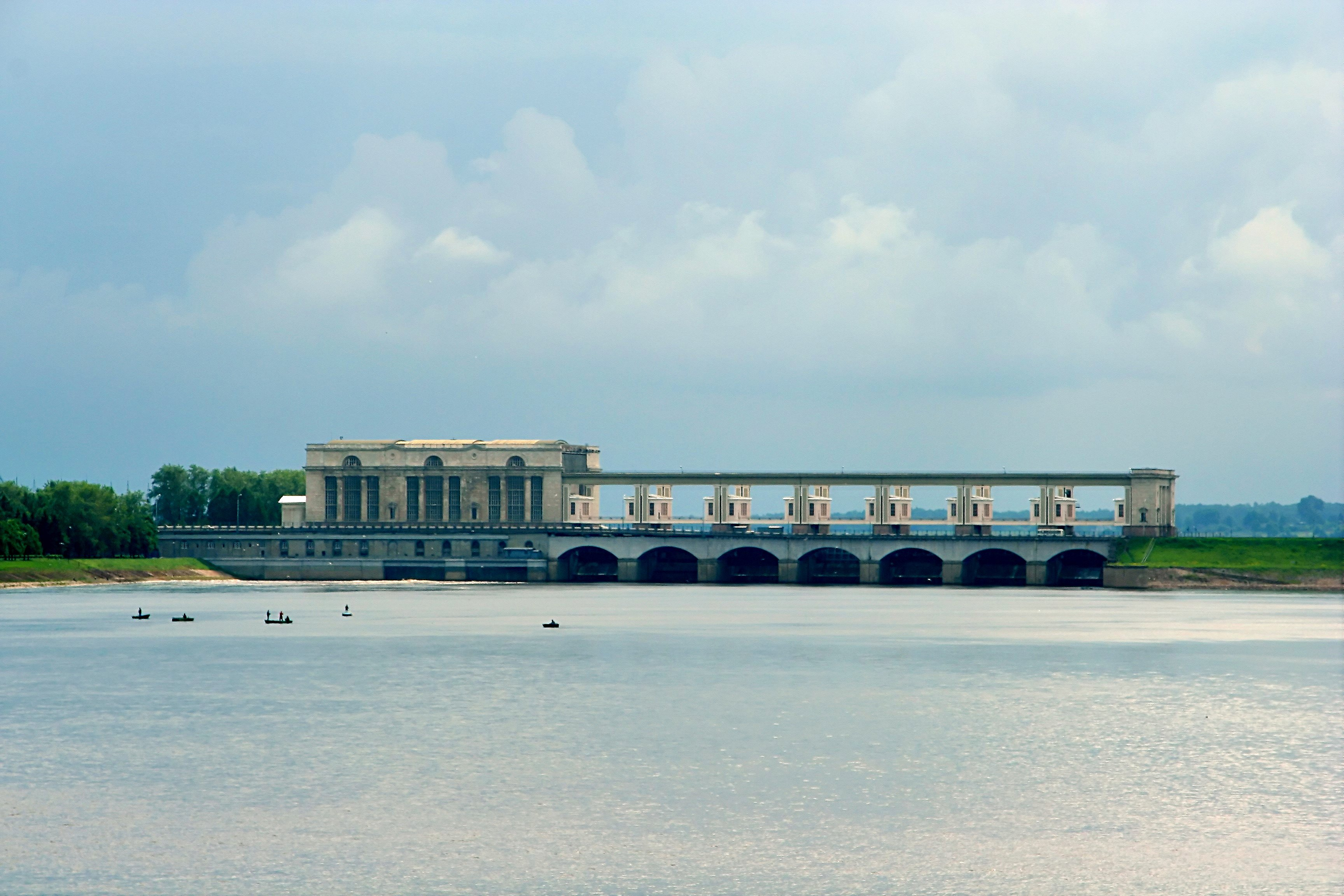
Centrale idroelettrica sul Volga